# Ikaros (transkripční faktor)

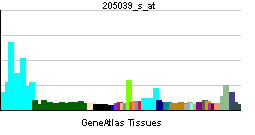
exprese IKZF1 genu

Ikaros je transkripční faktor, který je kódován IKZF1 genem. Tento gen pochází z IKZF strukturní rodiny tzv. zinkového prstu, což je označení pro běžně se nacházející strukturní motiv u celé řady proteinů. Motiv umožňuje díky koordinaci jednoho či více iontů zinku (Zn2+) stabilní vazbu daných proteinů na DNA a RNA, a proto je součástí celé řady transkripčních faktorů.
Ikaros patří mezi regulátory vývoje imunitních buněk, hlavně u pre-B buněk a CD4+ T-lymfocytů. Dále hraje důležitou roli u vývoje hematopoézy a v pozdějších fázích vývoje B buňky – během VDJ rekombinace imunoglobulinových izotypů a exprese BCR receptorů.
V posledním desetiletí bylo zjištěno, že Ikaros má také svůj podíl na diferenciaci a funkci jednotlivých T pomocných buněk (Th) a že má také funkci jako hlavní tumor supresor, který v B buňkách navozuje akutní lymfoblastickou leukémii.
Mutace IKZF1 genu může způsobit dysfunkci transkripčního faktoru Ikarosu. Dysfunkce následně vede k špatné regulaci signalizačních drah během vývoje a transformace B buněk. Porucha vede k nízké proliferaci B buněk a jejich zvýšené apoptózy. To poté může vést k rozvoji chronických lymfoproliferativních onemocnění a různých forem leukémie.

## Geny Ikaros rodiny
Genová rodina IKZF (Ikaros Zinc Finger) genů kóduje celkem pět členů rodiny transkripčních faktorů: Ikaros (kódován genem Ikzf1), Helios (Ikzf2), Aiolos (Ikzf3), Eos (Ikzf4), and Pegasus (Ikzf5). Všechny z nich mají nějaký svůj podíl v regulaci různých imunitních buněk.